# Promachus calanus
Promachus calanus là một loài ruồi trong họ Asilidae. Promachus calanus được Walker miêu tả năm 1851. Loài này phân bố ở miền Ấn Độ - Mã Lai.